# Sanada Masayuki
Sanada Masayuki (真田昌幸, Chân Điền Xương Hạnh) (1544 (1547?) - 13/7/1611) là một daimyo trong thời đại Sengoku, và được biết đến như là một chiến lược gia tài ba. Ông là con trai thứ ba của Sanada Yukitaka, một daimyo chư hầu của nhà Takeda ở tỉnh Shinano. Sanada Yukimura và Sanada Nobuyuki là con trai của ông.

## Cuộc đời
Ban đầu, Masayuki đổi tên là Mutō Kihei để thừa kế nhà Mutō, một nhánh của nhà Takeda. Takeda Shingen sớm nhận ra tài năng của Masayuki và Masayuki trở thành tướng thân cận của Shingen. Sau khi Shingen qua đời năm 1573, Masayuki tiếp tục phụng sự Takeda Katsuyori, con trai của Shingen. Tuy nhiên, sau trận Nagashino năm 1575, khi hai người anh của Masayuki, Nobutsuna và Masateru tử trận, Masayuki đã trở về họ Sanada để thừa kế nhà Sanada.
Năm 1577, ngay sau cái chết của Uesugi Kenshin, Masayuki đã lợi dụng mâu thuẫn trong gia tộc Uesugi để chiếm lấy lâu đài Numata ở tỉnh Kozuke, hành động đầu tiên chứng tỏ mưu lược tài tình của ông.
Sau khi nhà Takeda sụp đổ năm 1582, Masayuki theo Oda Nobunaga, nhưng Nobunaga qua đời không lâu sau đó sau sự kiện Honnōji. Sau cái chết của Nobunaga, nhà Sanada đã bị vây ở tỉnh Shinano bởi các thế lực thù địch như nhà Uesugi, nhà Hōjō và nhà Tokugawa, song rất may mắn là nhà Sanada vẫn tồn tại.
Năm 1585, nhà Sanada chống lại 7000 quân của nhà Tokugawa dự định chiếm lâu đài Ueda - với chỉ khoảng 2000 quân phòng thủ tại đây. Tuy nhiên, với mưu lược của mình, Masayuki đã chiến thắng áp đảo quân đội Tokugawa, với hơn 3000 quân Tokugawa thương vong. Sau thắng lợi tại trận Ueda đầu tiên này, danh tiếng của Masayuki đã vang dội khắp nước Nhật.
Năm 1600, Masayuki gia nhập lực lượng phía Tây của Ishida Mitsunari trong trận Sekigahara. Masayuki gửi người con cả Nobuyuki đến lực lượng phía Đông, trong khi ông và Yukimura, người con thứ, tham chiến ở phía Tây. Đây là một bước đi nhằm bảo đảm nhà Sanada có người nối dõi.
Tại lâu đài Ueda, Masayuki và Yukimura, chỉ với 2000 quân, đã chống lại lực lượng hùng mạnh của Tokugawa Hidetada với khoảng 38000 quân. Đây là trận Ueda thứ hai, và cho dù đây không hoàn toàn là một thắng lợi, Masayuki cũng đã cầm chân được quân đội của Hidetada trong một thời gian đủ lâu để đội quân này không thể tham chiến được ở trận Sekigahara.
Tuy nhiên, quân đội miền Tây, lãnh đạo bởi Ishida Mitsunari, đã thua trận và quân đội Tokugawa do Ieyasu lãnh đạo đã quay lại chiếm lâu đài Ueda. Masayuki và Yukimura lẽ ra đã bị hành hình, nhưng vì Masayuki đã gửi Nobuyuki đến phe miền Đông, nên án tử hình đã được thay bằng án lưu đày ở Kudoyama tỉnh Kii. Nobuyuki được thừa kế gia tộc Sanada.
Masayuki mất tại Kudoyama ngày 13/7/1611.